# Rivière Mikwam
Pour les articles homonymes, voir Mikwam.
La rivière Mikwam (en anglais : Mikwam River) est un affluent de la rivière Burntbush qui coule dans le district de Cochrane au nord-est de l'Ontario (Canada).

## Géographie

### Cours
À partir du lac Upper Mikwam la rivière coule sur environ 90 km selon les segments suivants :
- vers le nord en passant du côté est d'une montagne dont le sommet atteint 391 m ;
- vers le nord-est en formant de grand S jusqu'à la confluence rive de la rivière Mikwam Est ;
- vers le nord en traversant des zones de marais, jusqu'à la rive sud du lac Snare puis vers le lac Springer puis traversant le lac Magishan et le lac Mikwam jusqu'à sa décharge. Ce dernier reçoit du côté ouest la décharge du lac Brayley et du côté est, la petite rivière Mikwam ;
- vers le nord-est, puis vers le sud-est jusqu'au ruisseau Porphyry venant du sud ;
- vers le nord-est jusqu'à son embouchure avec la rivière Burntbush qui se déverse dans la rivière Turgeon dont le courant conflue avec la rivière Harricana qui a son embouchure dans la baie James[2].

## Toponymie
Les toponymes suivants sont de même origine et sont dans le même secteur du district de Cochrane: petite rivière Mikwam, rivière Mikwam Est, lac Mikwam, petit lac Mikwam et lac Mikwam supérieur.